# Vocalzone Throat Pastilles
Vocalzone Throat Pastilles és una marca de pastilles per la gola, utilitzades per ajudar a mantenir la veu a un parlant o un cantant durant una actuació pública. L'empresa va ser fundada el 1912 per William Lloyd, qui va adaptar una medicina que ja havia creat per l'Enrico Caruso i que va donar forma de pastilla. Després de la mort de Lloyd el 1948, Vocalzone va ser venut a Ernest Jackson el 1955 abans de ser finalment adquirit per Kestrel HealthCare Limited (conegut també com a Kestrel Medical Limited) l'any 1993.
Vocalzone va rebre molta atenció després que ho usés Theresa May durant la seva presentació a la conferència del Partit Conservador l'octubre de 2017 on ella va haver de batallar amb el fred. Altres usuaris notables del producte inclouen: Senyor Tom Jones, Derek Jacobi, Hilary Duff, Jme, Frank Turner, James Hetfield, Cristina Scabbia, Nick Holmes, Jerry Només, El Swingle Cantants, Katherine Jenkins, Dionne Warwick, Wendi Peters, Stevie McCrorie, Kelly Jones, Jack Savoretti i Gaz Coombes.
El 2017 l'empresa va donar suport a l'empresa britànica The Famous Company, i patrocinà escenaris a diversos festivals del Regne Unit.
Els ingredients principals que s'usen per fabricar Vocalzone són: mentol, oli de menta, i tintura de mirra, amb una quantitat petita d'extracte de regalèssia. També es presenta amb sacarosa, glucosa líquida, midó modificat de (tapioca i blat de moro), oli vegetal, cera de carnauba, colorant E153 (carbó vegetal negre, xarop de glucosa, benzoat de sodi E211), i aigua purificada.
Vocalzone és un producte vegà, lliure de lactosa i també sense gluten. Hi ha sabors múltiples de les pastilles de Vocalzone, incloent-hi una versió sense sucre, i un Vocalzone amb sabor de te.